# Scopula ternata
The Smoky Wave (Scopula ternata),là một loài bướm đêm thuộc họ Geometridae. It is mainly được tìm thấy ở Northern và parts of Central châu Âu và in isolated populations in Southern và South-Eastern Europe. Its miền tây range is Eastern Pháp, Eastern Bỉ và Scotland, with an isolated population in Pyrenees. In the North its range extends to the polar regions và in the South it is found up to Anpơ. Its Eastern range extends through Central và North Nga up to the Ural, through Siberia up to the Yenisei River.
Sải cánh dài 24–29 mm đối với con đực và 21–25 mm đối với con cái. Con trưởng thành bay từ tháng 5 đến tháng 7 in the warmer regions và từ tháng 6 đến tháng 8 in Northern Europe.
The larva preferably feed on Vaccinium myrtillus, Vaccinium uliginosum, Calluna vulgaris, Lathyrus niger, Salix repens và Erica. Less frequent, they have also been recorded on Lonicera tatarica, Stellaria, Polygonum aviculare, Fragaria vesca, Lactuca sativa và Taraxacum officinale.

## Hình ảnh

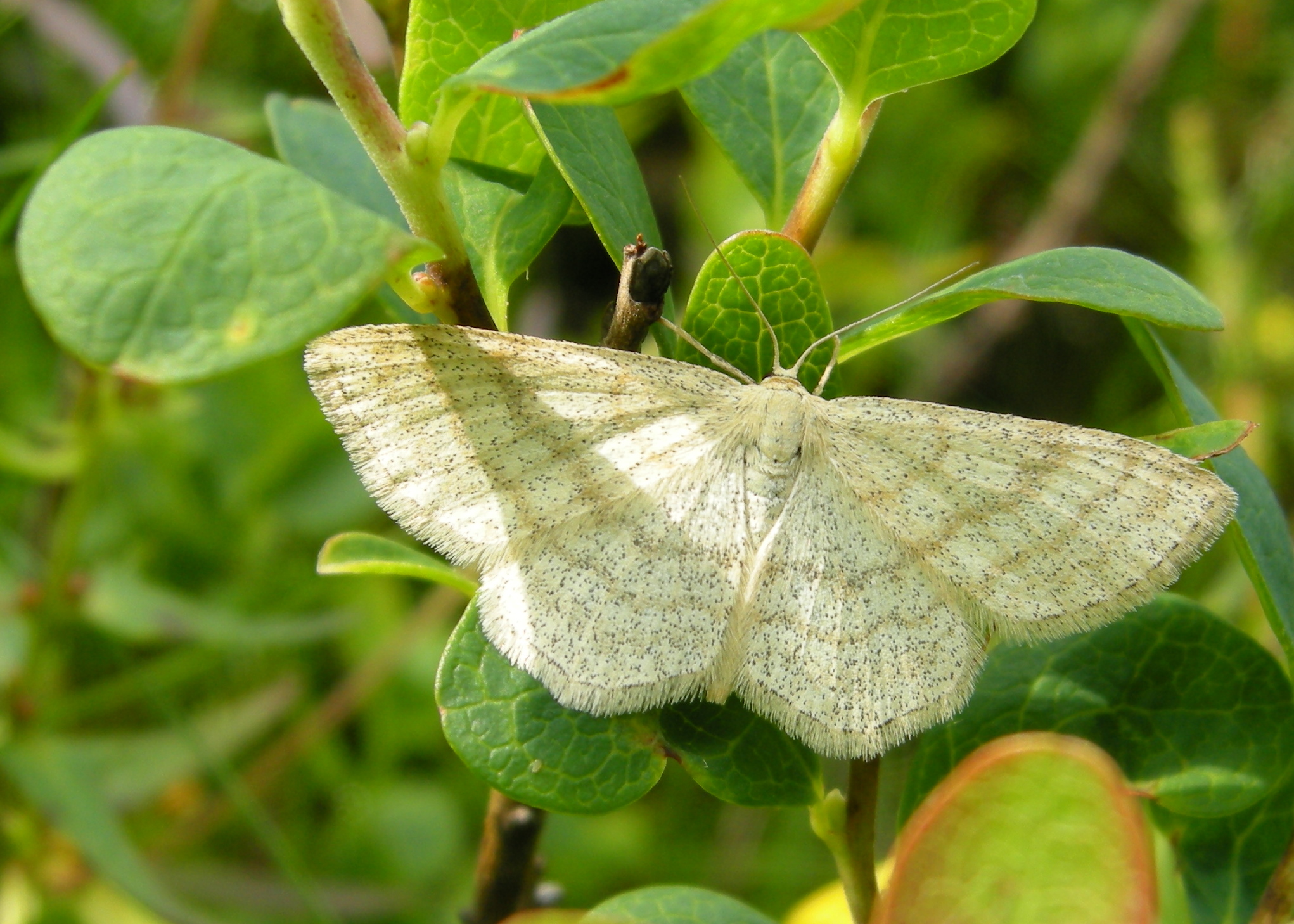
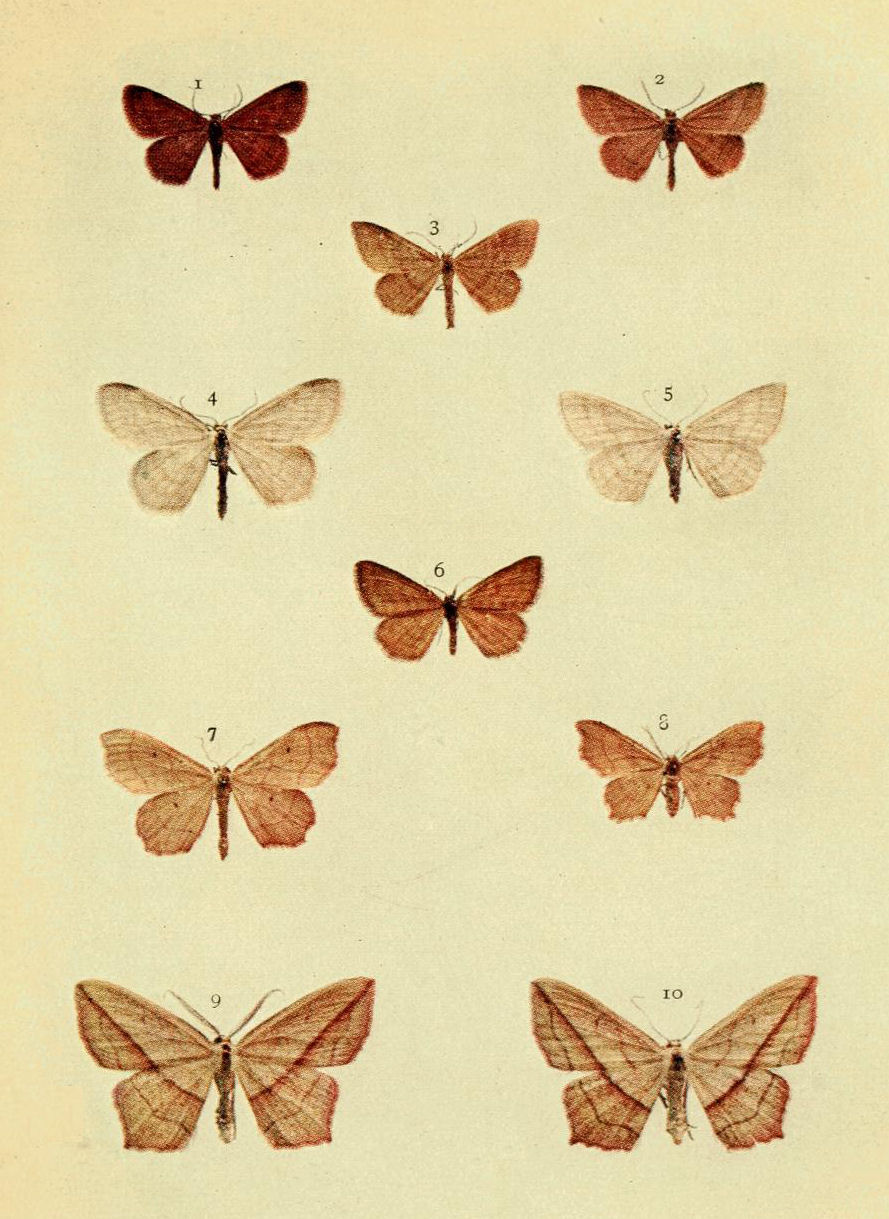
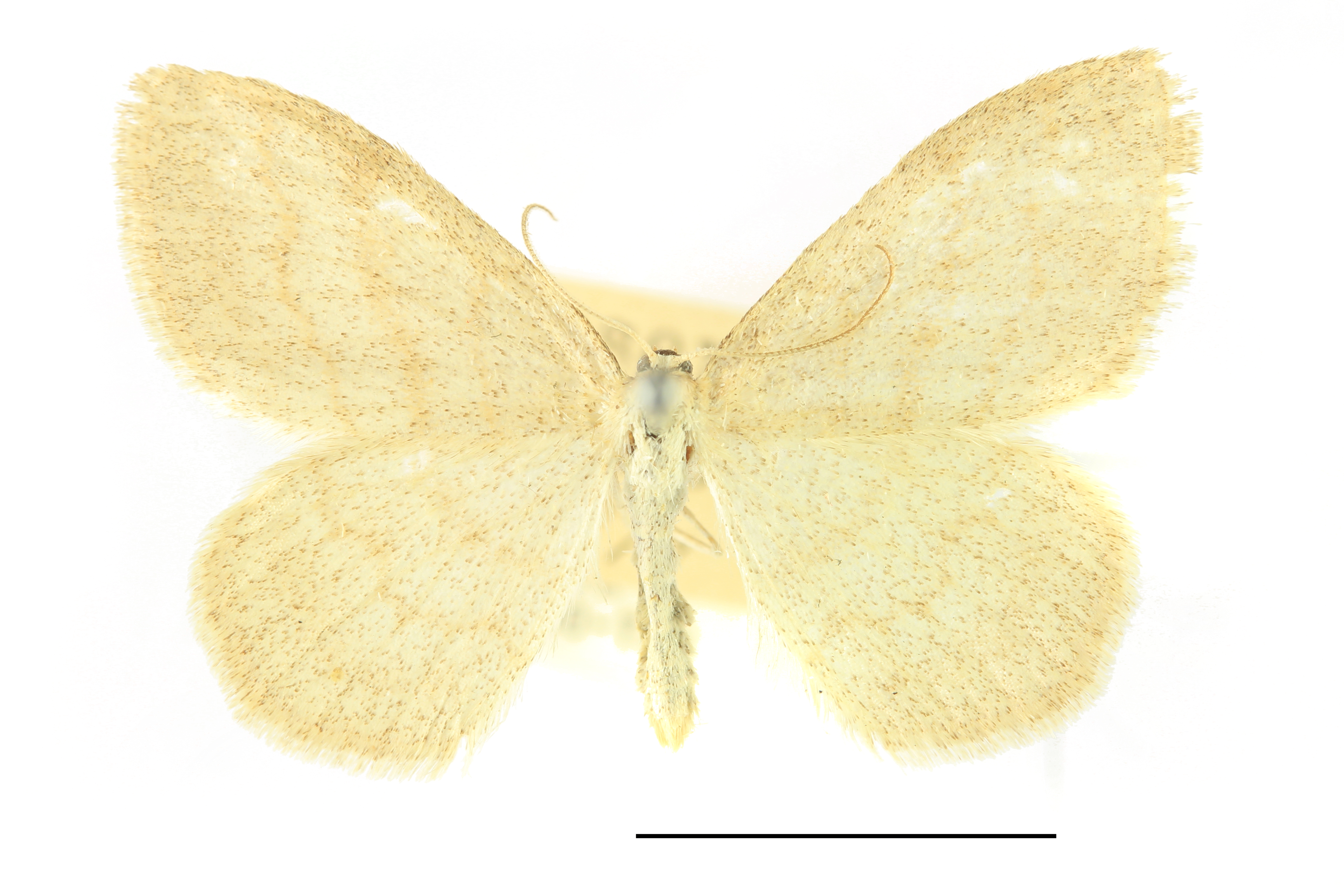